# As Intimidades de Analu e Fernanda
As Intimidades de Analu e Fernanda é um filme brasileiro de 1980, com direção de José Miziara.

## Elenco
- Felipe Donavan
- Maurício do Valle
- Ênio Gonçalves… Gilberto
- Márcia Maria… Fernanda
- Matilde Mastrangi
- Edson Rabello
- Helena Ramos… Analu
- Tide Rivera
- Edson Rabello